# Patrick Kelly (labdarúgó-játékvezető)
Patrick Kelly (Cork, 1949. február 17. –) ír nemzetközi labdarúgó-játékvezető.

## Pályafutása

### Nemzeti játékvezetés
1970-ben tette le a játékvezetői vizsgát, 1974-ben előresorolták a League partbírójának (ismertetési időszak). 1975-ben vezette az  első League Cup játékot. Az aktív nemzeti játékvezetéstől 2002. január 8-án vonult vissza.

### Nemzetközi játékvezetés
Az Ír labdarúgó-szövetség Játékvezető Bizottsága (JB) terjesztette fel nemzetközi játékvezetőnek, a Nemzetközi Labdarúgó-szövetség (FIFA) 1990-től tartotta nyilván bírói keretében. Több nemzetek közötti válogatott és klubmérkőzést vezetett, vagy működő társának segített partbíróként. Az ír nemzetközi játékvezetők rangsorában, a világbajnokság-Európa-bajnokság sorrendjében többedmagával a 12. helyet foglalja el 1 találkozó szolgálatával. Az aktív nemzetközi játékvezetéstől 1995-ben búcsúzott. Válogatott mérkőzéseinek száma: 3.

#### Európa-bajnokság
Az európai-labdarúgó torna döntőjéhez vezető úton Angliába a X., az 1996-os labdarúgó-Európa-bajnokságra az UEFA JB játékvezetőként foglalkoztatta.
| Időpont            | Helyszín                   | Mérkőzés típusa           | Mérkőzés     | Eredmény | Nézők száma |
| ------------------ | -------------------------- | ------------------------- | ------------ | -------- | ----------- |
| 1994. november 16. | Pontaise Stadion, Lausanne | előselejtező (3. csoport) | Svájc–Izland | 1 : 0    | 15 800      |

## Sportvezetőként
Aktív pályafutását befejezve az ír JB játékvezető koordinátora (mérkőzésre küldő) lett.

## Családi kapcsolat
Fia Alan Kelly szintén FIFA bíróként szolgálja a labdarúgást.